# Mise en commun de numéros de téléphone
La mise en commun des numéros de téléphone (en anglais, number pooling) est une méthode de réaffectation de l'espace de numérotation téléphonique dans le plan de numérotation nord-américain, principalement dans les zones de forte croissance aux États-Unis.
Au lieu d'attribuer des blocs de dix mille numéros de téléphone à chaque transporteur dans chaque communauté, un bloc de dix mille numéros est attribué à un centre tarifaire géographique. Ce bloc est ensuite divisé en dix blocs de mille numéros chacun, qui peuvent être attribués séparément aux entreprises de services locaux concurrentiels par un administrateur de mise en commun de numéros. Cela réduit la quantité de numéros gaspillés sur les marchés qui ont été fragmentés entre plusieurs transporteurs.